# Microprosopa ozerovi
Microprosopa ozerovi är en tvåvingeart som beskrevs av Sifner 2008. Microprosopa ozerovi ingår i släktet Microprosopa och familjen kolvflugor.
Artens utbredningsområde är Slovakien. Inga underarter finns listade i Catalogue of Life.